# Malhus

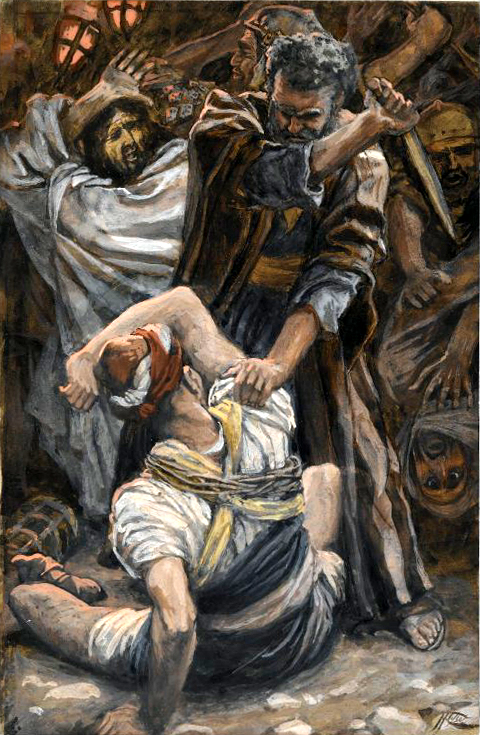
Muzeul Brooklyn – Urechea lui Malhus (L'oreille de Malchus) – James Tissot

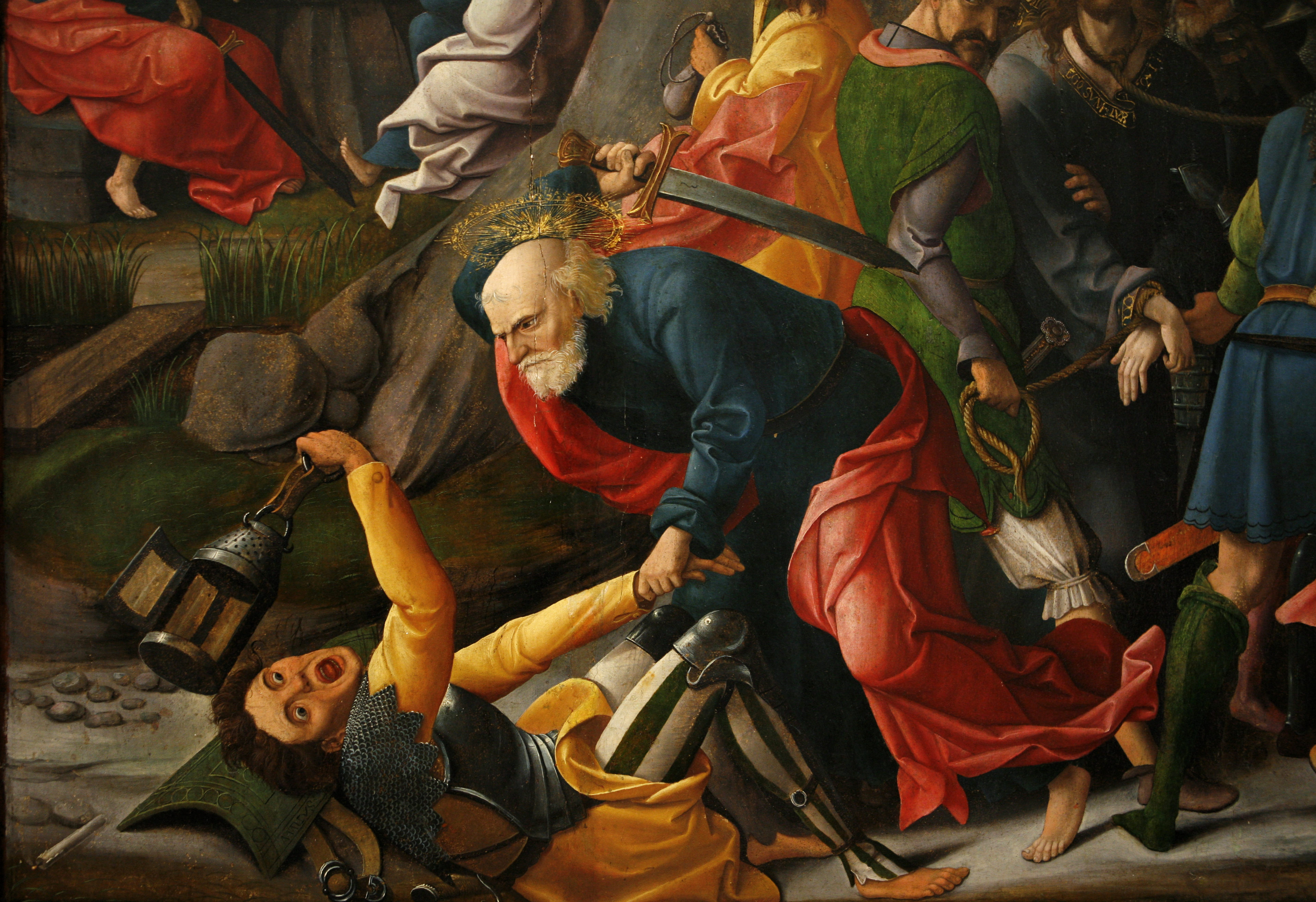
O reprezentare a lui Petru lovindu-l cu sabia pe Malhus (circa 1520, Musée des Beaux-Arts de Dijon)

Malhus /ˈmælkəs/ a fost un slujitor al marelui preot evreu Caiafa, care a participat la arestarea lui Isus, după cum este scris în cele patru evanghelii. Potrivit Bibliei, unul dintre ucenicii lui Isus, Simon Petru, fiind înarmat cu o sabie, a tăiat urechea slujitorului într-o încercare de a împiedica arestarea lui Isus.
Tăierea de către Petru a urechii lui Malhus este relatată în toate cele patru evanghelii canonice, în Matei 26:51, Marcu 14:47, Luca 22:50-51 și Ioan 18:10-11, dar Petru și Malhus sunt numiți doar în Evanghelia după Ioan. De asemenea, Evanghelia după Luca este singura evanghelie în care se spune că Isus l-a vindecat pe slujitor. Aceasta a fost ultima minune consemnată a lui Isus înainte de învierea sa.
Pasajul relevant din Evanghelia lui Ioan consemnează următoarele: 
„10. Dar Simon-Petru, având sabie, a scos-o și a lovit pe sluga arhiereului și i-a tăiat urechea dreaptă; iar numele slugii era Malhus.
11. Deci a zis Iisus lui Petru: Pune sabia în teacă. Nu voi bea, oare, paharul pe care Mi l-a dat Tatăl?”—Ioan 18:10-11
Deși respinge infailibilitatea biblică, James F. McGrath sugerează că această relatare reflectă un eveniment care s-ar fi întâmplat, deoarece primii creștini nu ar fi inventat o poveste în care s-ar fi prezentat ei înșiși ca fiind violenți.
Mai departe în capitolul 18 (18:26) Ioan consemnează că o rudă de-a lui Malhus a fost martor al agresiunii lui Petru din Grădina Ghetsimani și l-a identificat pe Petru ca un adept al lui Hristos. Petru a negat acest lucru.
Thornton Wilder a scris o scurtă piesă intitulată „The Servant's Name Was Malchus”. Ea a apărut în volumul The Angel That Troubled the Waters and Other Plays.
Malhus a fost interpretat de Paul Brightwell în miniserialul de televiziune Biblia din 2013.
Malchus este o carte scrisă de W. G. Griffiths și publicată în 2002 de editura RiverOaks Publishing.